# 1976 في ألمانيا
فيما يلي قوائم الأحداث التي وقعت خلال عام 1976 في ألمانيا.

## سياسة

### تعيين في المنصب
- 1 يناير – برنهارد فوغل رئيس وزراء راينلند بالاتينات  [لغات أخرى]‏،رئيس البوندسرات.
- 1 يناير – مايكل غلوس عضو في البوندستاغ الألماني.
- 1 يناير – هايدغارد هام بروشر وزير دولة ألماني  [لغات أخرى]‏، عضو في البوندستاغ الألماني.
- 14 ديسمبر – كارل كارستنز رئيس البوندستاغ.

### انتهاء فترة المنصب
- 1 يناير – هايدغارد هام بروشر عضو مجلس الشورى الموحد بافاريا.
- 2 ديسمبر – هلموت كول رئيس وزراء راينلند بالاتينات  [لغات أخرى]‏.
- 14 ديسمبر – آنماري رينجر رئيس البوندستاغ.

## رياضة
- 1 أغسطس – جائزة ألمانيا الكبرى 1976 الفائز جيمس هانت.

## أفلام
من الأفلام التي صدرت هذه السنة في ألمانيا:
- 1 يناير – أبيض وأسود بالألوان من إخراج جان جاك أنو.
- 1 يناير – ذا كساندرا كروسينغ من إخراج جورج بي. كوزماتوس.

## مواليد

### يناير
- 1 يناير – فريدريك بلايتن صحفي ألماني.
- 1 يناير – مارتن برينكمان كاتب ومؤلف ألماني.
- 4 يناير – أوجست ديل ممثل ألماني.
- 15 يناير – أندرياس كلير درّاج طريق ألماني.
- 16 يناير – ايفا هابرمان ممثلة ألمانية.

### فبراير
- 6 فبراير – ماريا سيمون ممثلة ألمانية.

### مارس
- 22 مارس – لارس مولر لاعب كرة قدم ألماني.

### أبريل
- 8 أبريل – ماثياس تشوبر لاعب كرة قدم ألماني.
- 25 أبريل – راينر شوتلر لاعب كرة مضرب ألماني.

### مايو
- 31 مايو – ستيف جينكنير متسابق دراجات نارية ألماني.

### يونيو
- 13 يونيو – مارك زيغلر لاعب كرة قدم ألماني.
- 16 يونيو – إكسيل بريتزش لاعب كرة مضرب ألماني.
- 24 يونيو – فلوريان ويبر

### يوليو
- 10 يوليو – لارس ريكن لاعب كرة قدم ألماني.
- 15 يوليو – ديان كروغر
- 23 يوليو – جوديث أرندت درّاجة طريق ألمانية.
- 28 يوليو – كاي شومان ممثل ألماني.

### أغسطس
- 2 أغسطس – كاتي فيلهلم
- 4 أغسطس – دانيال سوس ملحن ألماني.
- 10 أغسطس – يان فان إيجدين درّاج طريق ألماني.
- 18 أغسطس – ميخائيل غرايس لاعب بياثلون ألماني.

### سبتمبر
- 11 سبتمبر – ماركو روزه لاعب كرة قدم ألماني.
- 14 سبتمبر – ديرك هيدولف متسابق دراجات نارية ألماني.
- 17 سبتمبر – فيليكناس أوجا سياسية ألمانية.
- 21 سبتمبر – يانا كاندر لاعبة كرة مضرب ألمانية.
- 23 سبتمبر – فرانك موزر لاعب كرة مضرب ألماني.
- 26 سبتمبر – مايكل بالاك لاعب كرة قدم ألماني.

### نوفمبر
- 4 نوفمبر – ألكسندر بوب لاعب كرة مضرب ألماني.
- 4 نوفمبر – دانيال بار سياسي ألماني.
- 19 نوفمبر – يان فولكر رونرت كاتب ألماني.
- 20 نوفمبر – باسكال رولر لاعب كرة سلة ألماني.
- 22 نوفمبر – تورشتن فرينغس لاعب كرة قدم ألماني.

### ديسمبر
- 8 ديسمبر – دومينيك موناغان ممثل إنجليزي.
- 23 ديسمبر – تورستن يانسن لاعب كرة يد ألماني.
- 27 ديسمبر – كورو توريس لاعب كرة قدم إسباني.

## وفيات

### يناير
- 9 يناير – روبرت ويلدت (مواليد 1905)
- 11 يناير – فيرنر مارخ (مواليد 1894) مهندس معماري ألماني.

### فبراير
- 1 فبراير – فيرنر هايزنبيرغ (مواليد 1901) فيزيائي نظري ألماني.
- 11 فبراير – الكسندر مارتن ليبيش (مواليد 1894) مهندس طيران ألماني ورائد في الديناميكا الهوائية.

### مارس
- 1 مارس – إيفا بوحريش (مواليد 1915) كاتبة ألمانية.
- 25 مارس – جوزيف ألبرز (مواليد 1888)
- 26 مارس – إرنست ألبريخت (مواليد 1907) لاعب كرة قدم ألماني.

### أبريل
- 1 أبريل – ماكس إرنست (مواليد 1891)
- 6 أبريل – ألبرت بيرنس (مواليد 1891) سياسي ألماني.

### مايو
- 9 مايو – أولريكي ماري ماينهوف (مواليد 1934)
- 26 مايو – مارتن هايدغر (مواليد 1889) فيلسوف ألماني.

### يونيو
- 9 يونيو – غيرد غايزر (مواليد 1908)

### يوليو
- 1 يوليو – أناليس ميشيل (مواليد 1952)
- 4 يوليو – ويلفريد بوس (مواليد 1949)
- 7 يوليو – غوستاف هاينيمان (مواليد 1899) الرئيس الثالث لجمهورية ألمانيا الاتحادية (1969-1974).
- 14 يوليو – يواخيم بيبر (مواليد 1915) عسكري ألماني.
- 30 يوليو – رودولف بولتمان (مواليد 1884)

### أغسطس
- 6 أغسطس – فيرنر جانك (مواليد 1895)

### سبتمبر
- 27 سبتمبر – هانز ادموند نيكولا برجيف (مواليد 1883) عالم نبات ألماني.

### أكتوبر
- 9 أكتوبر – والتر وارليمونت (مواليد 1894) عسكري ألماني.
- 21 أكتوبر – ثيودور كوخ (مواليد 1905) مهندس ألماني.

### نوفمبر
- 4 نوفمبر – ثيودور ديتمرز (مواليد 1902) ضابط ألماني.
- 9 نوفمبر – غوتفريد فون كرام (مواليد 1909) لاعب كرة مضرب ألماني.
- 29 نوفمبر – فيرنر ويبر (مواليد 1904) حقوقي ألماني.